# ماریا ترسا روسا
ماریا ترسا روسا (انگلیسی: Maria Teresa Ruta؛ ‏ ۲۳ آوریل ۱۹۶۰) شوگرل و مجری تلویزیون اهل ایتالیا است. وی از سال ۱۹۷۹ میلادی تاکنون مشغول فعالیت بوده‌است.
از فیلم‌ها یا برنامه‌های تلویزیونی که وی در آن نقش داشته‌است، می‌توان به همسر در سفر… دل‌داده در شهر، شنبه، یکشنبه و جمعه، جایی در آفتاب و شوپن اشاره کرد.